# Sfeer (Theo van Doesburg)
Sfeer is een schilderij van de Nederlandse schilder Theo van Doesburg. Het bevindt zich in het Stedelijk Museum De Lakenhal in de Nederlandse stad Leiden. 

## Beschrijving
Het schilderij Sfeer bestaat uit een aantal elkaar overlappende cirkelvormen die in het midden doorsneden worden door een platte ellips. Het werk wordt gerekend tot een groep schilderijen uit 1916 waarin Van Doesburg gebruik maakte van elkaar overlappende geometrische vormen. Tot deze groep behoren ook de schilderijen Compositie I (stilleven) en Boom. In 1916 verkoos hij dit soort geometrische vormen boven zijn meer lyrische werk van daarvoor. De composities die Van Doesburg in 1916 maakte zijn allemaal gebaseerd op schetsen naar bestaande onderwerpen, bijvoorbeeld een stilleven of een landschap. Van Doesburg noemde dit het ‘motief’. Of er bij Sfeer sprake was van een dergelijk ‘motief’ is onbekend. Het werk bevat net als Compositie III (stilleven) een beschilderde lijst.

## Herkomst
In 1918 ruilde Van Doesburg Sfeer met de beeldhouwer Georges Vantongerloo voor een door hem gemaakt blauw beschilderd houten beeldje, getiteld Constructie in de bol uit 1918. Vantongerloo was erg geïnteresseerd in Van Doesburgs composities uit 1916. Ook hij maakte gebruik van ‘motieven’ uit de werkelijkheid; zo is Constructie in de bol gebaseerd op een hurkende Volendammer. Later zou Vantongerloo het schilderij van Van Doesburg aan Max Bill gegeven dan wel verkocht hebben. Zijn erfgenamen verkochten het aan Galerie Ronny Van de Velde in Antwerpen, die het in 1996 verkocht aan Stedelijk Museum De Lakenhal. Volgens het museum was het schilderij echter nooit in het bezit van Bill en waren het de erfgenamen van Vantongerloo die het al dan niet via Galerie Ronny Van de Velde aan De Lakenhal verkochten.

## Datering en titel
Het werk draagt aan de achterzijde het opschrift ‘Theo van Doesburg Leyde 1918’. Men gaat ervan uit dat dit opschrift niet door Van Doesburg, maar door Vantongerloo is aangebracht en dat het jaartal 1918 niet verwijst naar het ontstaan van het schilderij, maar naar de ruil tussen Van Doesburg en Vantongerloo. Vanwege stilistische overeenkomsten met Compositie I, II, III en IV, wordt het werk in 1916 geplaatst. De huidige titel is gebaseerd op een brief van Van Doesburg aan Vantongerloo, gedateerd 22 september 1918, waarin hij schrijft: ‘Gezellig als jullie [Vantongerloo e.a.] weer een avondje hier komt. [...] Dan doen we ook de ruil: blauw beeldje - sfeer’.

## Tentoonstellingen
Sfeer maakte deel uit van de volgende tentoonstellingen:
- Georges Vantongerloo, Ronny Van de Velde, Antwerpen, 15 december 1996-31 maart 1997, zonder cat.nr., p. 201 (als Blauwe compositie).
- 7 × Sikkensprijs, Stedelijk Museum De Lakenhal, Leiden, 20 februari-19 april 1998, geen cat.
- Dageraad van de moderne kunst. Leiden en omstreken 1890-1940, Stedelijk Museum De Lakenhal, Leiden, 2 april-29 augustus 1999, cat.lijst, zonder cat.nr. (als Sfeer (Blaues Bild)).
- Van Doesburg and the International Avant-Garde, Stedelijk Museum De Lakenhal, Leiden, 20 oktober 2009-3 januari 2010, Tate Modern, Londen, 4 februari-16 mei 2010, zonder cat.nr., p. 247, met afb. in kleur (plaat 2) op p. 79 (als Sphere, ca. 1916).